# Paramo (przedsiębiorstwo)
Paramo a.s. – spółka z siedzibą w Pardubicach oraz zakładami produkcyjnymi w Pardubicach i w Kolínie, będącą producentem produktów asfaltowych oraz olejów smarowych i procesowych. Firma kupuje również i przetwarza oleje uwodornione i hydrokrakaty z Unipetrolu RPA. Uzyskane półprodukty wykorzystuje w produkcji olejów bazowych i smarowych o bardzo niskiej zawartości siarki. Spółka Paramo jest spółką zależną Unipetrolu.

## Historia

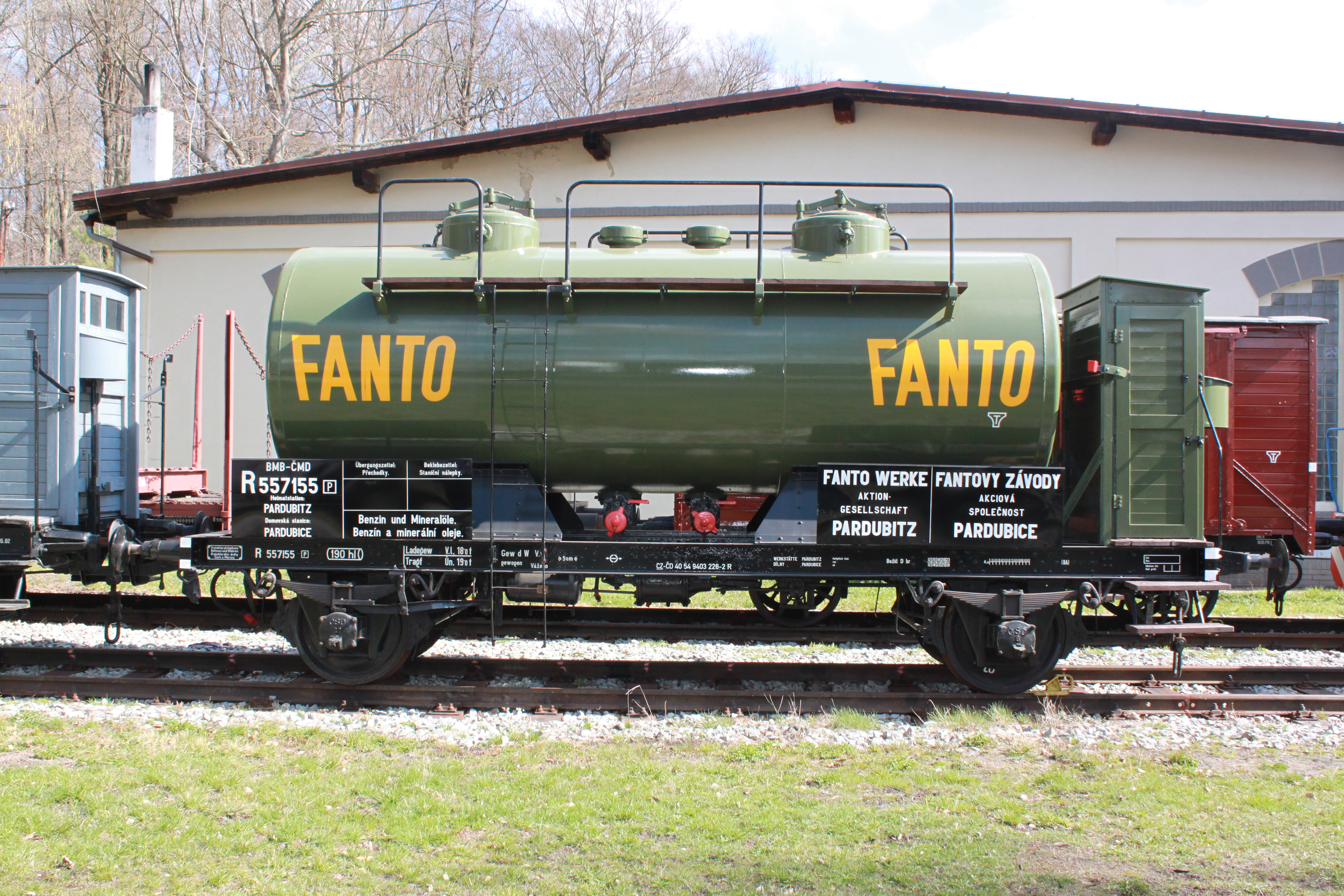
Cysterna (Muzeum Kolejnictwa Lužná u Rakovníka)

Początki dzisiejszego Paramo datują się na rok 1889, kiedy David Fanto wybudował w Pardubicach własny zakład destylacji i następnie rafinacji nafty z ropy naftowej. W 1907 roku Fanto zmienił zakład w spółkę akcyjną i został jej radcą handlowym. W 1945 z gruzów i ruin pozostałych po dwukrotnym bombardowaniu pod koniec drugiej wojny światowej zaczęto budować pardubicką rafinerię olejów mineralnych, przedsiębiorstwo państwowe. To, pod nazwą handlową PARAMO (Pardubická rafinérie minerálních olejů) stało się w 1960 roku przedsiębiorstwem z wyłączną produkcją asfaltów specjalnych. Spółka akcyjna Paramo po 1 stycznia 1994 roku, kiedy doszło do jej transformacji z przedsiębiorstwa państwowego, nawiązała do odpowiedzialnej pracy poprzednich pokoleń. Od końca roku 2000 należy do grupy Unipetrol. Spółka Paramo w przeszłości zajmowała się również sprzedażą paliw pod marką stacji paliw Paramo. Dzisiaj większość tych stacji funkcjonuje pod marką Pap Oil. W 2008 spółka wprowadziła na rynek paliwowy paliwo alternatywne SMN 30 (mieszanina oleju napędowego z zawartością bioskładników 30%). W 2013 zakończono przerób ropy naftowej w pardubickiej rafinerii, spółka kontynuuje produkcję smarów, asfaltów specjalnych oraz produktów asfaltowych, produkowanych z półproduktów dowożonych z innych rafinerii.
Spółka została częściowo sprywatyzowana w ramach drugiej fali prywatyzacji kuponowej, 70% akcji pozostało własnością FNM. W 2000 roku akcje te odkupiła spółka Unipetrol, która w 2003 włączyła do spółki Paramo spółkę Koramo i stopniowo nabywała dalsze akcje Paramo. Jej akcje były w obrocie na Praskiej giełdzie papierów wartościowych do 3 marca 2009 roku. Do roku 2006 były także częścią Indeksu PX 50. W styczniu 2009 roku Unipetrol jako właściciel 92% akcji spółki Paramo postanowił zyskać pozostałe za pomocą procedury squeeze out. Od 4 marca 2009 roku jest więc w ten sposób jej stuprocentowym właścicielem, podobnie jak czeskiej spółki Benzina.